# A'a
Pour les articles homonymes, voir AA.

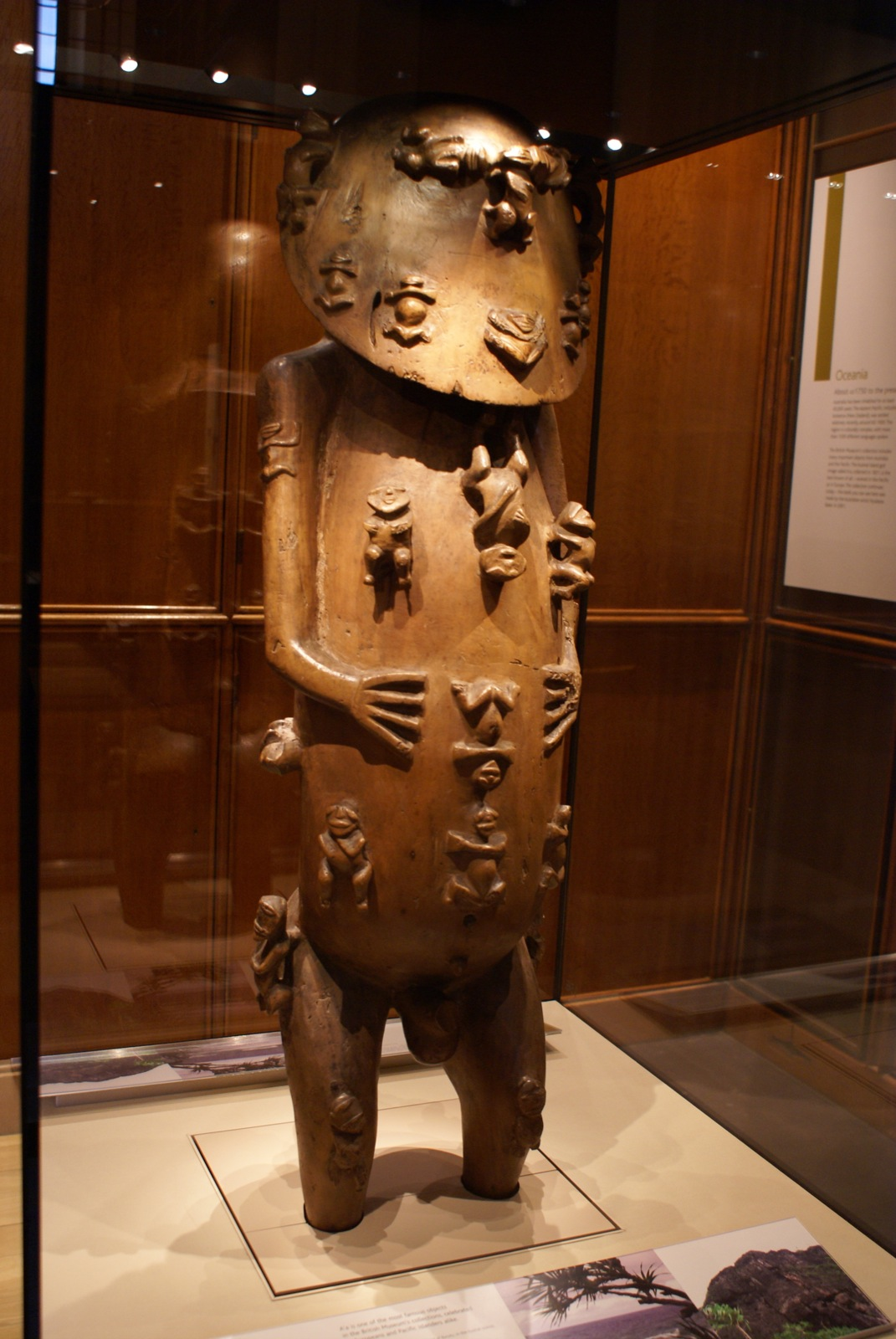

A'a, en reo rurutu ’A’a, est un ancêtre divinisé ou une divinité polynésienne, spécifique de l'île Rurutu.
On connaît A'a par une sculpture en bois (effigie et reliquaire à la fois), qui a été offerte aux missionnaires de la London Missionary Society par les insulaires à la suite de leur conversion au christianisme. La statue est alors amenée à Londres où elle est exposée, d'abord au musée de la London Missionary Society puis au British Museum. Divinité masculine, A'a semble avoir eu un mana (pouvoir mythique) lié à la fertilité : sa sculpture comporte 24 petites effigies pouvant représenter des divinités secondaires ou de la descendance, et il en a contenu d'autres dans sa cavité interne.

## Note
1. ↑  Matutau 2021, p. 13.
2. ↑  Lucie Rabréaud et Marie Sillinger, « A’a, la Joconde de la Polynésie, l’histoire incroyable d’une sculpture de Rurutu », sur FIFO Tahiti, 8 février 2020 (consulté le 4 janvier 2022).